# Mandy Candy
Amanda Guimarães Borges, mais conhecida como Mandy Candy (Gravataí, 16 de junho de 1988), é uma youtuber brasileira. É considerada representante das mulheres trans na plataforma e pioneira na criação de conteúdo digital sobre pessoas trans.
Mandy é a primeira youtuber transexual brasileira e tem o maior número de inscritos entre youtubers trans, em agosto de 2017.

## Biografia
Amanda Guimarães Borges nasceu em Gravataí, no interior do estado do Rio Grande do Sul, e desde criança se sentia mulher.
| “             | Lembro que, com uns cinco anos, colocava calças na cabeça para fingir que tinha cabelo comprido. | ” |
| — Mandy Candy |                                                                                                  |   |

Aos 19 anos, Amanda contou para sua mãe que ela era uma mulher trans. Não somente a mãe, mas também os irmãos e os amigos sempre a apoiaram.
Ela trabalhou em call centers, revendeu produtos online e economizou dinheiro para, em 2012, finalmente realizar sua cirurgia de afirmação de gênero na Tailândia, com o Dr. Kamol.
| “             | O momento mais feliz que já tive foi quando fiz xixi pela primeira vez depois da cirurgia. Nem todas as mulheres trans sentem necessidade de fazer a operação de mudança de sexo, mas, para mim, era algo fundamental. Era o sonho da minha vida! | ” |
| — Mandy Candy | |   |

Mandy afirma que sofre transfobia diariamente.

## Carreira
Mandy Candy está na Internet desde 2014, quando morava na China. O canal começou com gameplays, já que ela adora videogames. Foi uma maneira de enfrentar a solidão por estar morando na Ásia e não ter amigos por perto.
| “             | O pessoal começou a falar sobre minha aparência, que eu parecia travesti, e fiquei muito sentida com aquilo, porque nunca tinha me aberto para o público. Decidi que ia falar, e quem gostava de mim ia continuar me seguindo, quem não gostasse ia embora. Achei que ia perder todos os meus seguidores. | ” |
| — Mandy Candy | |   |

Ela contou toda sua história para os seus 2 milhões seguidores e o canal recebeu muitas pessoas querendo saber o que é trans, qual a diferença entre trans e travesti. Desde então, em seu canal de Youtube, Mandy fala sobre seu cotidiano e também tem uma série de vídeos didáticos em que explica questões relacionadas à transição de forma simples e direta. Os vídeos respondem a comentários de seguidores de suas outras redes sociais. Ela responde até as perguntas mais indiscretas se o objetivo for ensinar o respeito às pessoas trans. Seus vídeos também falam de moda, viagens e cultura pop.
Se, no início, metade dos comentários eram maldosos, hoje os vídeos são recebidos de forma mais acolhedora. Ela já recebeu inúmeras mensagens de pessoas que tiveram coragem de se aceitar após assisitirem aos vídeos do seu canal. Assim como de pessoas que tinham preconceito e, por causa dos vídeos, mudaram seu ponto de vista.
Em 2019, Mandy voltou para o Brasil e abriu um salão de beleza chamado "Bem Garota", em Porto Alegre. Em 2021, no contexto da pandemia de COVID-19, apresentou um evento virtual na parada LGBT. Em 2024, lançou o podcast "Hora do Date", com seu então noivo, Marcelo Soares.

## Vida pessoal
Em 2016, namorava um homem chinês, com quem foi morar em Hong Kong. Em 2028, namorou um homem coreano.
Entre os anos de 2020 e 2025, Mandy teve um relacionamento amoroso com Marcelo Soares, tendo ficado noivos após 1 ano de namoro.
Morou nos seguintes países:
- 2012 - Tailândia[10]
- 2014 - China[8]
- 2018 - Hong Kong[3]
- ? - Coreia do Sul[10]
- 2019 a 2025 - Brasil[9]
- 2025 - Japão[13]